# 南今ヶ淵村
南今ヶ淵村（みなみいまがふちむら）は、かつて岐阜県安八郡に存在した村である。
現在の安八郡安八町南今ヶ渕に該当する。

## 歴史
- 地名の「南今ヶ淵」は中須川が誕生した後に、川（淵）の北側が「北今ヶ淵」、南側が「南今ヶ淵」と名付けられたと推測される[2]。
- 1889年（明治22年）4月1日 - 町村制により、南今ヶ淵村が発足。
- 1897年（明治30年）4月1日 - 氷取村、大明神村、中須村、大野村、善光村、森部村、南条村、大森村、北今ヶ淵村、中村と合併し、名森村が発足。同日南今ヶ淵村廃止。

## 神社・仏閣
- 白髭神社